# Morcín
Morcín est une commune (concejo aux Asturies) située dans la communauté autonome des Asturies, bordée au nord par Santo Adriano et Ribera de Arriba, à l'est par Ribera et Mieres, au sud par Riosa et à l'ouest par Quirós. 
Il s'agit principalement d'une commune rurale avec une tradition minière et d'élevage, située au cœur des Asturies, bien reliée aux principaux centres de la région. Santa Eulalia, la capitale, est stratégiquement située à 10 km d'Oviedo et de Mieres, et à moins de 30 minutes par autoroute d'Avilés et de Gijón.
L'une des communautés les plus significatives de Morcín, la paroisse de La Foz, a été récompensée pour ses efforts de conservation de son patrimoine culturel en harmonie avec son environnement naturel.  

## Paroisses
La commune de Morcín est composée de 7 paroisses civiles :
- Argame
- La Foz
- La Piñera
- Peñerudes
- San Esteban
- San Sebastián
- Santa Eulalia

## Grotte d'El Molín
Dans la commune se trouvent la grotte d'El Molín avec l'abri d'Entrefoces qui lui est adjacent. Elle se trouve au pied d'une gorge creusée dans la montagne calcaire, à la sortie du village de La Foz. Fouillé dans les années 1980, le site a révélé plusieurs niveaux du Magdalénien du bas Cantabrique. Le matériel récupéré comprend une tête humaine taillée dans un galet de quartzite, un bois de cerf décoré et un bloc avec des gravures schématiques linéaires.

## Galerie

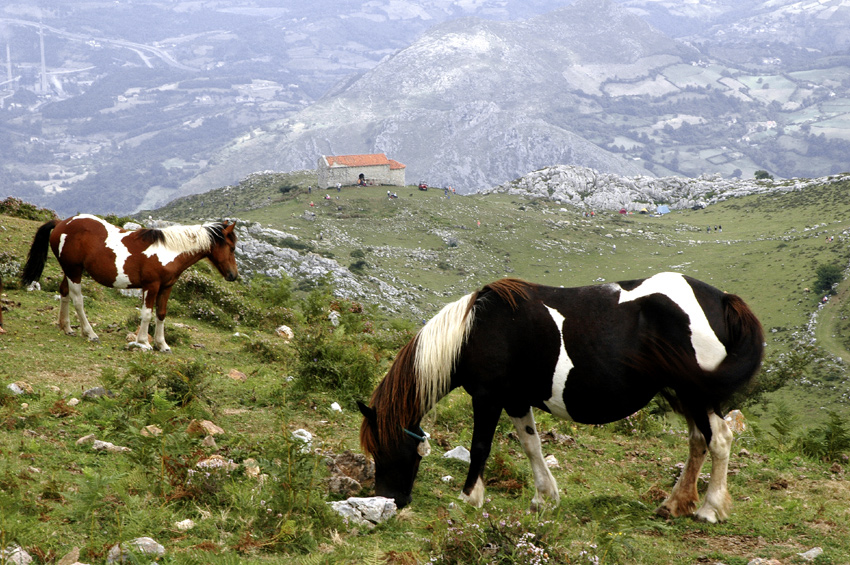
Chevaux et chapelle au sommet du mont Monsacro.
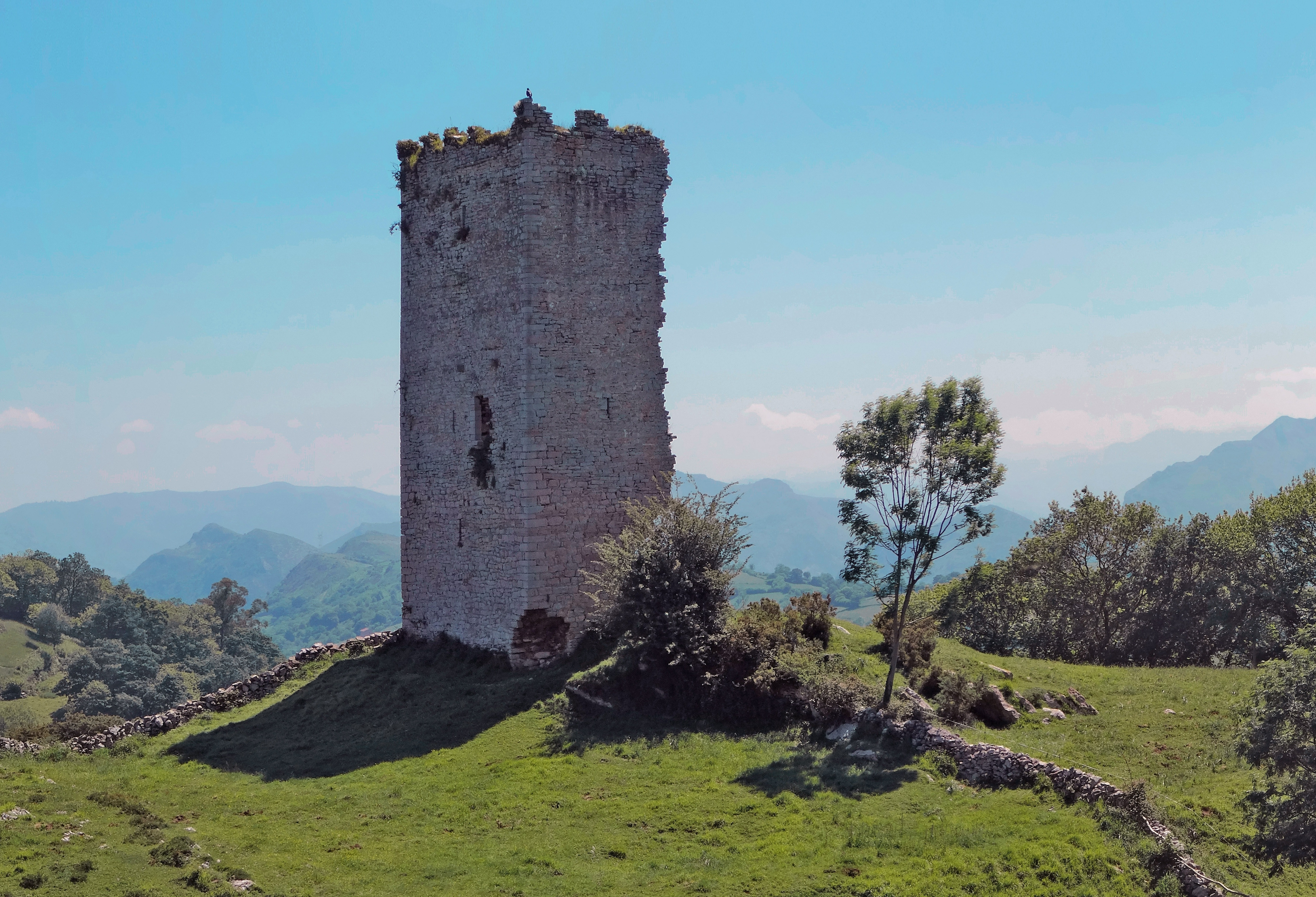
Tour de Peñerudes.
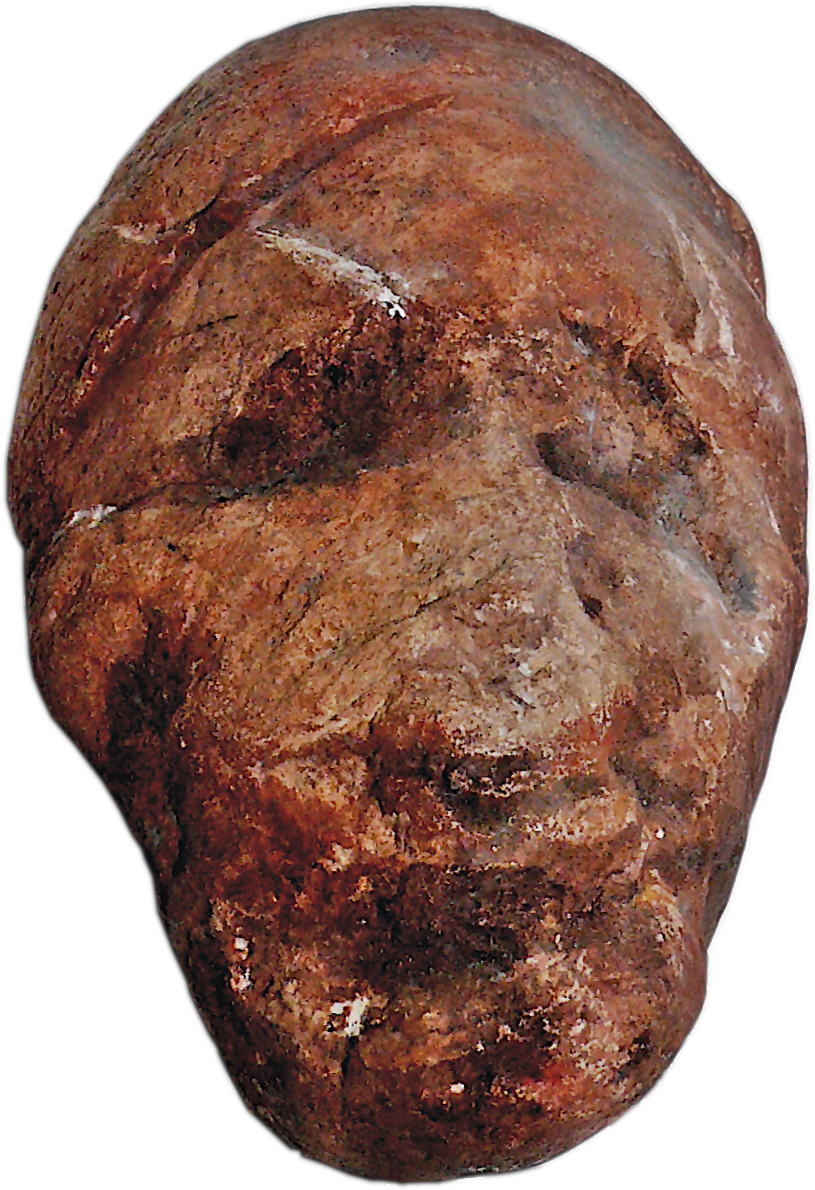
Tête d'Entrefoces.